# FSAプロジェクト

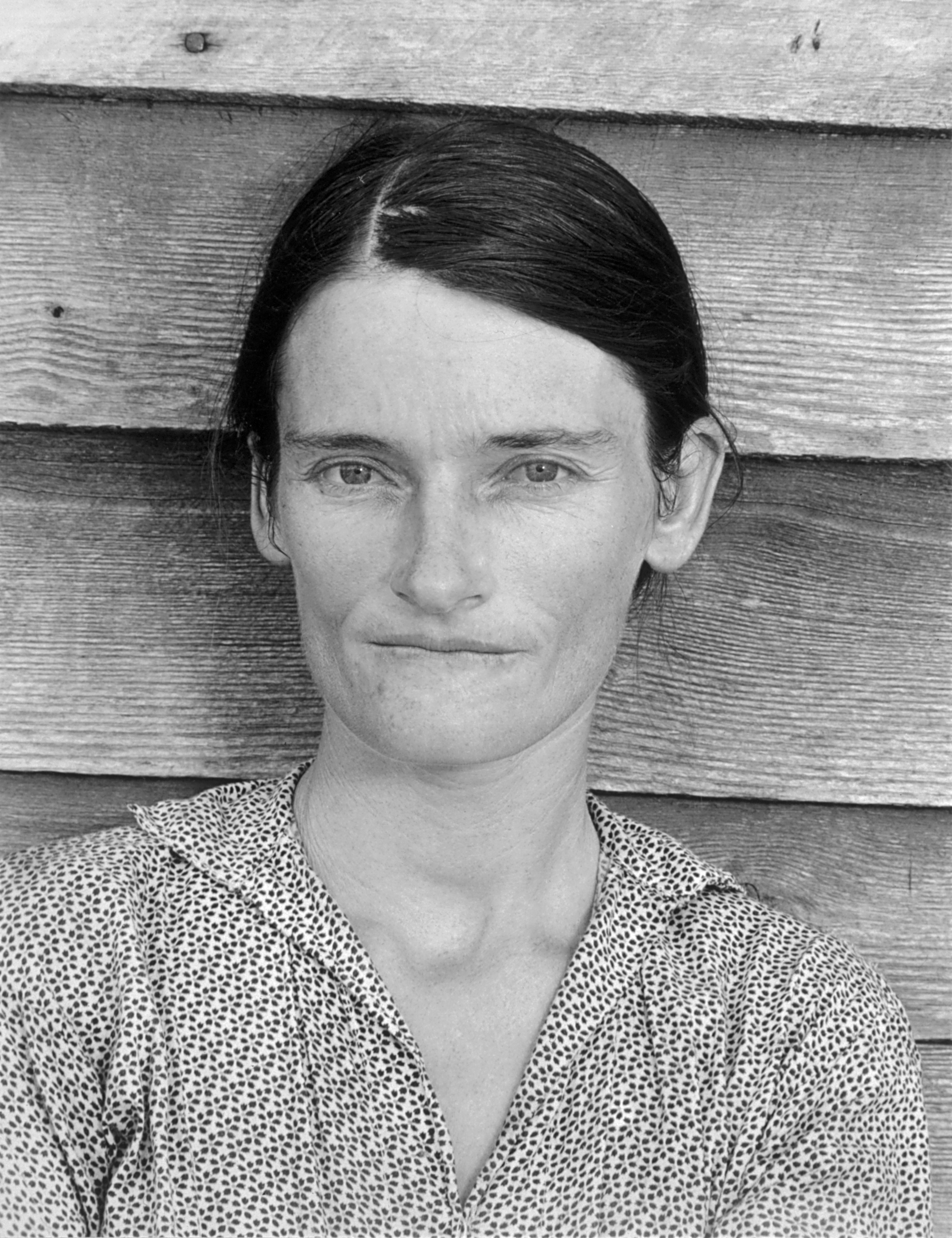
ウォーカー・エヴァンズがFSAプロジェクトで撮影した、大恐慌後の農民の肖像写真。『Allie Mae Burroughs, Hale County, Alabama』、1936年

FSAプロジェクト（えふえすえいプロジェクト）とは、アメリカ合衆国のFSA（Farm Security Administration; 農業安定局または農業保障局）が、1929年の世界恐慌勃発後のアメリカの（主として南部）農村の惨状およびその復興を記録するため（一方で、農民救済の必要性を訴え、一方で、ニューディール政策の効果をアピールするため）に行ったプロジェクト（1935年から1944年）である。

## 内容
手法としては、写真が用いられた。このプロジェクトにより生み出された10万枚以上の写真が、アメリカの国会図書館 (Library of Congress) にコレクションとして現在も保存されている。なお、本プロジェクトのディレクターは、経済学者のロイ・ストライカー（Roy E. Stryker; 1893年- 1975年）である。
参加した主要な写真家は、ジャック・デラーノ（Jack Delano; 1914年-1997年）、ウォーカー・エヴァンズ（Walker Evans; 1903年-1975年）、セオドア・ヤング（Theodore (Theo) Jung; 1906年生まれ）、ドロシア・ラング（Dorothea Lange; 1895年-1965年）、ラッセル・リー（Russell Lee; 1903年-1986年）、カール・マイダンス（Carl Mydans; 1907年-2004年）、ゴードン・パークス（Gordon Parks; 1912年-2006年）、アーサー・ロススタイン（Arthur Rothstein; 1915年-1986年）、ベン・シャーン（Ben Shahn; 1898年-1969年）、ジョン・ヴェイション（John Vachon; 1914年-1975年）、マリオン・ポスト・ウォルコット（Marion Post Wolcott; 1910年-1990年）、アルフレッド・T・パーマー（Alfred T. Palmer; 1906年-1993年）などである。

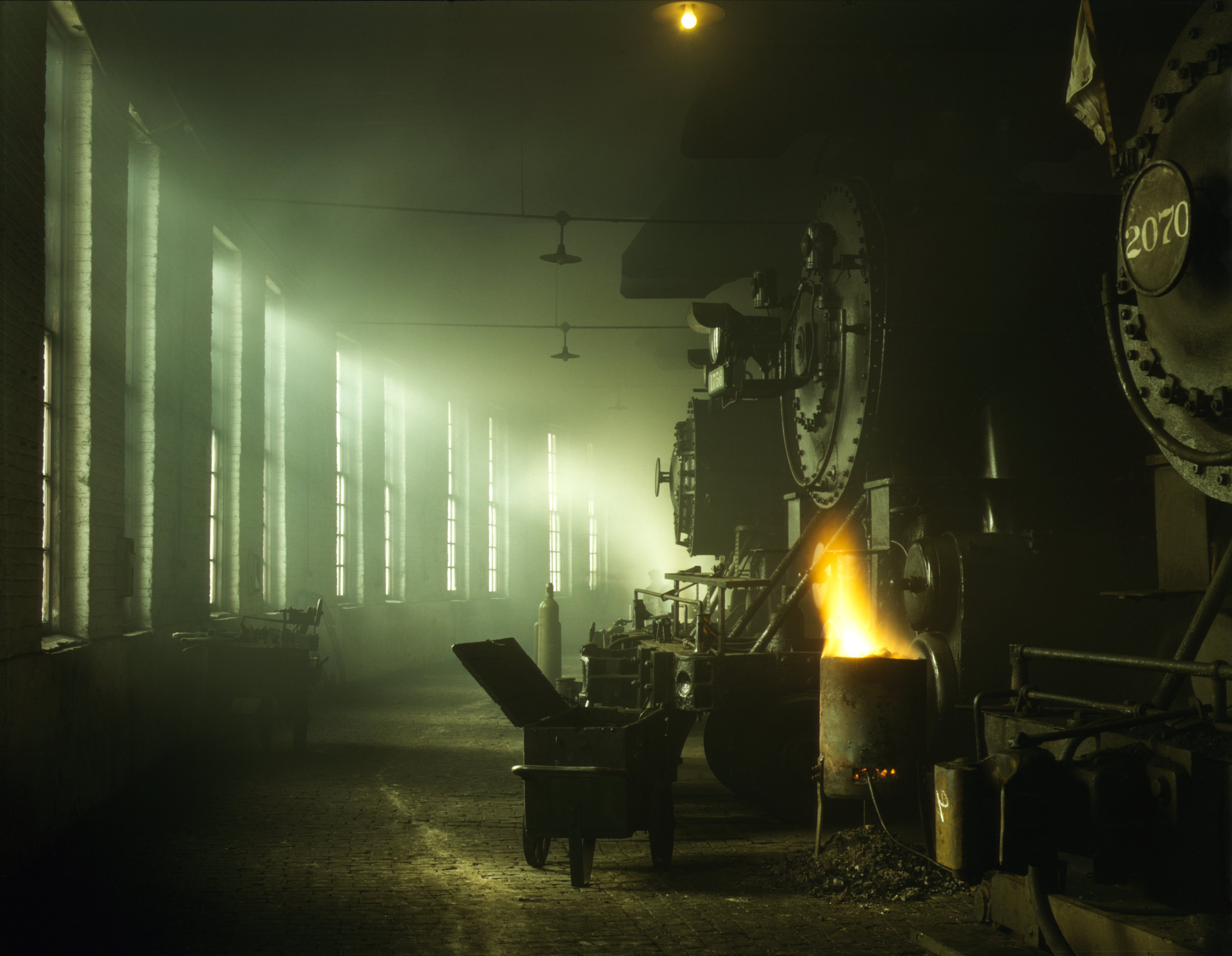
ジャック・デラーノが撮影したシカゴ・ノースウェスタン鉄道の鉄道操車場の機関車庫。1942年

自身は写真家ではなかったストライカーは、撮影者とは異なった観点から、写真作品の取捨選択、トリミング、利用方法の決定（新聞、雑誌、書籍等の発表メディアの選択など）を行い、個々の写真家と対立することも多かった。没にした写真を穴あけパンチで損壊したことすらあり、ストライカーによって穴を空けられた写真が多数残っている。
そのような問題をはらんではいたものの、このプロジェクトの写真作品は、ドキュメンタリー写真（報道写真の一部）の、またストレートフォトグラフィの重要な実例として、それぞれにおける金字塔となっている。
なお、このプロジェクト期間中の1935年から1944年までの間に政府の組織改編がおこなわれたため、正確には、1935年から1937年までは、RA（Resettlement Administration; 再入植庁または再定住局）が、1937年から1942年まではFSAが、1942年から1944年まではOWI（Office of War Information; 戦時情報局）が、それぞれ所管していたが、通常は、このすべての期間について「FSAプロジェクト」と呼ばれることが多い。単に「FSA」と呼ばれること、例えば、「FSAの写真家」というような例、もある。また、1942年までに限定して、FSAプロジェクトと呼ぶ考え方もある。

## 外部サイト
- America from the Great Depression to World War II: Black-and-White Photographs from the FSA-OWI, 1935-1945